# Lei Yue Mun
Lei Yue Mun (kinesiska: 鯉魚門, 鲤鱼门, uttal [lei y: mu:n]) är ett sund i Hongkong (Kina). Det ligger i den centrala delen av Hongkong.